# As Troianas
As Troianas é uma obra de Eurípides que retrata o final da Guerra de Troia a partir do feminino. Mostra o que ocorre com as prisioneiras troianas. A peça de Eurípides estreou em 415 AC, em Atenas, e era parte de uma triólogia dedicada a guerra de Troia da qual as outras obras (Alexandros e Palamedes) se perderam restando apenas fragmentos. A obra mostra o horror da guerra pelo ponto de vista das mulheres escravizadas tendo como protagonista a rainha de Troia Hécuba. Escrita pouco depois do brutal ataque a Melos em que Atenas mataria praticamente todos os homens em idade adulta e escravizaria as mulheres, e peça e vista como uma denuncia politica não apenas dos crimes na mitica Troia, mas também na época do autor.   

## Sinopse
A primeira  cena da peça, seu prologo, se passa entre os deuses Posidon e Atena. Furiosa com a brutalidade dos gregos que ela antes defendera e, sobretudo, com o ato de Ajax Locrian contra Cassandra em seu templo, a deusa pede a Posídon  que mande uma tempestade para destruir a frota grega.  
Em seguida a peça de move para a praia de Troia, onde após a queda da cidade, as mulheres são escravizadas e aguardam para saber quem serão seus novos senhores. As mulheres troianas formam o coro e dialogam com a rainha Hecuba que esta devastada depois da morte de quase todos os seus filhos e márido. Taltíbio, o arauto dos gregos, faz vários anuncios dramáticos. Primeiro, entra em cena Cassandra, que é dada como escrava e concubina a Agamemnon apesar de ser uma sacerdotisa dedicada a Apolo. Cassandra se alegra, porém, com a situação pois vê em suas profecias que esse seria o primeiro passo para a morte de Agamemnon o que vingaria seus parentes e Troia. Depois, se anuncia que Polixena, filha de Hécuba, será sacrificada no túmulo de Aquiles.  
Helena de Troia e seu marido Menelau entram em cena e Hécuba tem um embate com Helena que ela considera a culpada pela guerra e deseja ver punida. Andrómaca será dada como escrava ao filho de Aquiles, Neoptólemo. Hecuba tenta consolá-la e sugere que ela pense no filho, mas logo o arauto grego chega com a notícia que Astiánax, filho de Andromaca e Heitor, será morto. A cena da morte de Astíanax é momento mais dramático que termina com Hecuba no chão, batendo na terra para chamar, junto com as outras mulheres troianas, o mortos. 
1. ↑  Eurípedes (2007). As Troianas. Rio de Janeiro: Zahar. pp. 1–100. ISBN 9788537809808